# 更楼站
更楼站是位于浙江省建德市更楼街道的一个铁路车站，邮政编码311611。车站建于1966年6月:362，有金千铁路经过该站。车站曾办理客货运业务，2004年8月停办客运业务:391；2016年3月30日因代替其货运业务的新安江南站的建成而撤销。车站及其上下行区间均未电气化。车站距离金华站65公里，隶属上海铁路局，是四等站。